# Perihan Savaş
Perihan Savaş, de son vrai nom Şerife Perihan, née le 14 juin 1955 à Istanbul, est une actrice et animatrice de télévision turque. Elle est l'une des figures féminines les plus connues de l'âge d'or du cinéma turc.